# Antonio Esfandiari
Antonio Esfandiari (geboortenaam Amir Esfandiari, Teheran 8 december 1978) is een in Iran geboren Amerikaans professioneel pokerspeler. Hij won op 4 juli 2012 het The Big One for One Drop-toernooi van de World Series of Poker 2012. Daarmee verdiende hij zijn tweede WSOP-titel en $18.346.673,-, op dat moment de hoogste prijs ooit in een pokertoernooi.
Esfandiari won eerder ook het $2.000 Pot Limit Hold'em-toernooi van de World Series of Poker 2004 (goed voor een hoofdprijs van $184.860,-) en zowel het $9.900 No Limit Hold'em Championship van de WPT L.A. Poker Classic 2004 als het $10.000 No Limit Hold'em - Championship Event van de World Poker Classic 2010 in Las Vegas in het kader van de World Poker Tour (goed voor $1.399.135,- en $870.124,-).
Esfandiari verdiende tot en met mei 2021 meer dan $27.800.000,- met pokertoernooien (cashgames niet meegerekend). Hij was van 1 juli 2013 tot 2 juli 2014 de best verdienende speler in pokertoernooien aller tijden, waarop Daniel Negreanu hem overtrof.

## Pokercarrière
Esfandiari emigreerde op zijn negende met zijn familie vanuit Iran naar San José in de Verenigde Staten. Toen hij negentien was veranderde hij zijn voornaam van Amir naar Antonio en werd hij professioneel goochelaar. Daaraan dankt Esfandiari ook zijn latere bijnaam als pokerspeler, The Magician. Via zijn werk kwam hij voor het eerst in aanraking met Texas Hold 'em en poker.
Esfandiari begon in 2002 met het winnen van geldprijzen op professionele pokertoernooien. Datzelfde jaar nog werd hij in november derde in het $3.000 No Limit Hold'em - Main WPT Event van de 49'er Gold Rush Bonanza in San Francisco, achter winnaar Paul Darden en de Zwitser Chris Bigler. Hiermee verdiende hij $44.000,- en daarmee zijn eerste prijs op de World Poker Tour (WPT). Vijf maande later werd Esfandiari vijfde in het  $2.000 No Limit Hold'em'-toernooi van de World Series of Poker (WSOP) van 2003. Daarmee won hij zijn eerste WSOP-prijs, ter waarde van 34.030,-
In april 2008 behoorde Esfandiari voor het eerst tot de prijswinnaar van een toernooi op de European Poker Tour (EPT). Hij werd toen achtste in het €10.000 No Limit Hold'em - Main Event van de EPT Grand Final in Monte Carlo, goed voor $265,835,- in dollars.

## WSOP-titel
| Jaar  | Toernooi                                               | Prijs (US$)   |
| ----- | ------------------------------------------------------ | ------------- |
| 2004  | $2.000 Pot Limit Hold'em                               | $184.860,-    |
| 2012  | $1.000.000 The Big One for One Drop - No-Limit Hold'em | $18.346.673,- |
| 2012E | €1.100 No Limit Hold'em                                | €126.207,-    |

## Trivia
- Esfandiari maakte deel uit van de groep spelers die te zien zijn in de eerste vier seizoenen van het tv-programma High Stakes Poker.
- Hij verscheen in de films Lucky You (2007) en Deal (2008) als zichzelf.